# Sousa Neto
Francisco de Sousa Dias Neto, mais conhecido como Sousa Neto (Teresina, 11 de janeiro de 1976), é um administrador e político brasileiro.

## Carreira política
Começou a carreira política ao lado de seu sogro Ricardo Murad.
Sousa Neto é casado com Tatiana Murad, filha do ex-deputado Ricardo Murad. Sousa Neto é deputado estadual pelo estado do Maranhão.
Foi eleito deputado estadual em 2014 pelo PTN. Na Assembleia Legislativa do Maranhão, como líder do PROS, fez vários discursos oposicionistas ao governo Flávio Dino. Foi também secretário de Esporte e Juventude do Maranhão no período de 2010 a 2011, na gestão da governadora Roseana Sarney. 
Nas eleições de 2016, tentou se candidatar a prefeito de Açailândia, mas seu nome foi substituído pelo de Benjamin de Oliveira. Resolveu fazer aliança com o candidato do PSDB. Segundo Sousa Neto, seu candidato é Benjamin de Oliveira e vencerá nas urnas. Juscelino Oliveira foi reeleito prefeito de Açailândia com um total de 33.652 votos, derrotando o candidato tucano no primeiro turno. 